# Techaluta de Montenegro
Techaluta de Montenegro là một đô thị thuộc bang Jalisco, México. Năm 2005, dân số của đô thị này là 3044 người.